# Улица Крупской (Мурманск)
Улица Крупской — улица в Первомайском округе Мурманска. Район расположения улицы — бывший поселок Южное Нагорное, один из старейших микрорайонов Мурманска, полностью перестроенный в 70—80-х годах XX века.
Улица Крупской начинается с перекрёстка с улицей Героев Рыбачьего. Направление улицы с северо-востока на юго-запад, затем меняется на западное. Оканчивается конечной автобусных маршрутов рядом с озером Глубоким. Одна из самых южных улиц в городе, за жилыми домами проходит граница Мурманска и города Кола. Длина улицы около 0,5 км.
Улица возникла в первой половине 1980-х годов при строительстве 312-го и 313-го микрорайонов города. Получила название по решению Мурманского облисполкома 23 августа 1982 года в честь российской революционерки Надежды Константиновны Крупской. До этого имя жены Ленина носила улица посёлка Строитель (ныне на его месте микрорайон Озерки — 7-й и 8-й микрорайоны города), которая исчезла при его застройке многоэтажными домами.
Застройка улицы Крупской типичная для Мурманска 80-х годов XX века. Жилые дома панельные, в основном девятиэтажные, объединённые в скобы. Около 50 многоквартирных домов расположены по обеим сторонам улицы. На северной стороне (313-й микрорайон, нечётная нумерация), помимо жилых домов, расположилась средняя школа № 33 (открыта 1 сентября 1983). На южной стороне (310-й микрорайон, чётная нумерация) — средняя школа № 21, детские сады № 17 «Снегирёк» и № 130 «Жемчужинка». Наряду с жилыми домами и образовательными учреждениями на улице по проекту были построены 8 встроек в семи скобах, в которых разместились парикмахерская с косметическим и маникюрным кабинетами (дом № 21, открылась в ноябре 1983), аптека № 51 (дом № 35, открылась в декабре 1983, ныне бар «Кружка»), мастерская по ремонту телевизоров (ныне не существует), бар «Заполярье» (ныне не существует) и  магазины (ныне Магнит (бывший магазин «Мелифаро», дом № 38), Дикси (бывший магазин «Виадук», дом № 34), Сбербанк (бывший магазин «Североморец», дом № 4)). В 2014 году в доме № 40А открылось отделение городской поликлиники № 7 (ныне № 2).
Первоначально жители улицы испытывали неудобства из-за отсутствия транспортного сообщения, однако вскоре по улице были пущены автобусы № 19 и № 27, по соседней улице Героев Рыбачьего продлены маршруты № 5 и № 6, пущен маршрут № 10. Общественный транспорт на 2021 год на улице представлен городскими автобусами маршрутов № 5, 19, 27, 51, 53 и пригородными № 104 и № 117 до посёлков Шонгуй и Молочный соответственно. Ближайшие троллейбусные остановки маршрутов № 6 и № 10 находятся на улице Героев Рыбачьего.
В 2015 году у дома № 35 оборудовали прогулочную зону у озера Глубокого. На озеро с Семёновского озера перенесли плавающий фонтан. По дамбе, подпирающей озеро, улица Крупской соединена пешеходной дорожкой с проездом Михаила Бабикова.